# Тарасов, Александр Тихонович
Александр Тихонович Тарасов — советский и российский авиаконструктор, лауреат Государственной премии СССР.
Родился 10 августа 1926 года в селе Козино Бабынинского района Тульской области.
В 1949 году окончил 1-й факультет МАИ с присвоением квалификации инженера-механика по самолетостроению, ученик члена-корреспондента АН СССР, профессора В. З. Власова. С 1949 по 1956 год работал инженером-конструктором и ведущим конструктором ОКБ имени С. В. Ильюшина, участвовал в создании самолетов Ил-14, Ил-18, Ил- 28, Ил40 и Ил-54.
С 1956 по 1960 год ведущий конструктор, а затем начальник отдела в ОКБ имени В. М. Мясищева, участвовал в разработке самолетов М4, М50 и ЛА-М40.
С 1960 по 1971 год начальник комплексного отдела прочности в ОКБ В. Н. Челомея, участвовал в создании ракет-носителей УР-500 «Протон», «Рокот» и военной орбитальной космической станции «Алмаз».
В 1966 году защитил кандидатскую диссертацию.
С 1971 по 1976 год преподавал и вёл научную работу на кафедре 603 МАИ. В 1973 году утверждён в звании доцента.
С 1976 по 2004 год главный конструктор и заместитель генерального конструктора, с 2004 г. заместитель генерального конструктора НПО «Молния» по испытаниям, участвовал в разработке изделий «Буран», «МАКС» и «Молния −1».
По совместительству продолжал работать в МАИ, читал лекции по курсу «Строительная механика» и поставил новый курс «Физические условия работы конструкций летательных аппаратов».
Заслуженный конструктор РФ (1996). Лауреат Государственной премии СССР 1967 года.